# ادوین ئی. مویز
ادوین اوریست مویز (انگلیسی: Edwin Evariste Moise؛ ۲۲ دسامبر ۱۹۱۸ – ۱۸ دسامبر ۱۹۹۸ (۷۹ سال)) ریاضی‌دان آمریکایی و اصلاح‌گر آموزش ریاضیات بود. وی پس از بازنشستگی از ریاضیات منتقد ادبی شعر انگلیسی قرن نوزدهم شد و یادداشت‌های متعددی در این زمینه منتشر کرد.